# Mike Vernace
Michael Vernace (né le 26 mai 1986 à Toronto, dans la province de l'Ontario au Canada) est un joueur professionnel de hockey sur glace,. Il possède la nationalité italienne.

## Carrière
Joueur réclamé par les Sharks de San Jose lors de la septième ronde du  repêchage de 2004, Mike Vernace retourne néanmoins avec son équipe junior de la Ligue de hockey de l'Ontario, les Battalion de Brampton, avec qui il reste durant deux saisons avant de devenir professionnel en 2006.
Ne cadrant pas dans les plans des Sharks, ces derniers l'envoient à l'Avalanche du Colorado en retour d'un choix de sixième ronde, il signe immédiatement avec eux et rejoint ainsi leur club affilié dans la Ligue américaine de hockey, les River Rats d'Albany. L'année suivante, il rejoint les Monsters du lac Érié lorsque l'Avalanche transfère son club-école.
Vernace fait ses débuts dans la Ligue nationale de hockey lors de la saison 2008-2009 prenant part à 12 rencontres avec le Colorado. Au terme de cette saison, l'équipe ne renouvelle pas son contrat et devenant agent libre, il signe le 30 juillet 2009 un contrat d'une saison avec les Thrashers d'Atlanta. Le 26 septembre 2009, il est assigné au club-école des Thrashers dans la LAH, les Wolves de Chicago mais après 47 parties, il est ré-assigné au club affilié aux Canadiens de Montréal, les Bulldogs de Hamilton dans le cadre d'un prêt qui envoie aux Wolves l'attaquant Greg Stewart.
Le 24 juin 2010, les Thrashers l'échangent en compagnie de Brett Sterling aux Sharks de San José en retour de compensation future. Devenant agent libre au cours de cette même été, il s'entend avec le Lightning de Tampa Bay.

## Statistiques
| Saison     | Équipe                    | Ligue        |    | Saison régulière | Saison régulière | Saison régulière | Saison régulière | Saison régulière |   | Séries éliminatoires | Séries éliminatoires | Séries éliminatoires | Séries éliminatoires | Séries éliminatoires |
| Saison     | Équipe                    | Ligue        | PJ | B                | A                | Pts              | Pun              | PJ               | B | A                    | Pts                  | Pun                  |                      |                      |
| 2003-2004  | Battalion de Brampton     | LHO          | 2  | 1                | 1                | 2                | 0                | 11               | 2 | 3                    | 5                    | 8                    |                      |                      |
| 2004-2005  | Battalion de Brampton     | LHO          | 68 | 12               | 38               | 50               | 42               | 6                | 2 | 2                    | 4                    | 0                    |                      |                      |
| 2005-2006  | Battalion de Brampton     | LHO          | 68 | 10               | 62               | 72               | 54               | 11               | 1 | 5                    | 6                    | 6                    |                      |                      |
| 2006-2007  | Sundogs de l'Arizona      | LCH          | 24 | 3                | 11               | 14               | 20               | -                | - | -                    | -                    | -                    |                      |                      |
| 2006-2007  | River Rats d'Albany       | LAH          | 30 | 1                | 11               | 12               | 35               | -                | - | -                    | -                    | -                    |                      |                      |
| 2007-2008  | Monsters du lac Érié      | LAH          | 79 | 3                | 26               | 29               | 59               | -                | - | -                    | -                    | -                    |                      |                      |
| 2008-2009  | Monsters du lac Érié      | LAH          | 65 | 3                | 14               | 17               | 52               | -                | - | -                    | -                    | -                    |                      |                      |
| 2008-2009  | Avalanche du Colorado     | LNH          | 12 | 0                | 0                | 0                | 8                | -                | - | -                    | -                    | -                    |                      |                      |
| 2009-2010  | Wolves de Chicago         | LAH          | 47 | 2                | 10               | 12               | 29               | -                | - | -                    | -                    | -                    |                      |                      |
| 2009-2010  | Bulldogs de Hamilton      | LAH          | 15 | 0                | 1                | 1                | 23               | 18               | 0 | 4                    | 4                    | 8                    |                      |                      |
| 2010-2011  | Lightning de Tampa Bay    | LNH          | 10 | 0                | 1                | 1                | 2                | -                | - | -                    | -                    | -                    |                      |                      |
| 2010-2011  | Admirals de Norfolk       | LAH          | 68 | 7                | 21               | 28               | 60               | 6                | 0 | 2                    | 2                    | 4                    |                      |                      |
| 2011-2012  | Admirals de Norfolk       | LAH          | 22 | 2                | 9                | 11               | 23               | -                | - | -                    | -                    | -                    |                      |                      |
| 2011-2012  | Rampage de San Antonio    | LAH          | 21 | 0                | 4                | 4                | 5                | -                | - | -                    | -                    | -                    |                      |                      |
| 2011-2012  | Whale du Connecticut      | LAH          | 21 | 1                | 1                | 2                | 20               | 9                | 0 | 2                    | 2                    | 0                    |                      |                      |
| 2012-2013  | Whale du Connecticut      | LAH          | 69 | 8                | 27               | 35               | 51               | -                | - | -                    | -                    | -                    |                      |                      |
| 2013-2014  | Adler Mannheim            | DEL          | 51 | 1                | 17               | 18               | 34               | 4                | 0 | 0                    | 0                    | 2                    |                      |                      |
| 2014-2015  | Rögle BK                  | Allsvenskan  | 18 | 1                | 3                | 4                | 44               | 2                | 0 | 0                    | 0                    | 0                    |                      |                      |
| 2015-2016  | Beast de Brampton         | ECHL         | 56 | 5                | 31               | 36               | 117              | -                | - | -                    | -                    | -                    |                      |                      |
| 2015-2016  | Heat de Stockton          | LAH          | 5  | 0                | 0                | 0                | 2                | -                | - | -                    | -                    | -                    |                      |                      |
| 2016-2017  | Beast de Brampton         | ECHL         | 23 | 2                | 11               | 13               | 12               | -                | - | -                    | -                    | -                    |                      |                      |
| 2016-2017  | Alba Volán Székesfehérvár | EBEL         | 14 | 2                | 3                | 5                | 10               | -                | - | -                    | -                    | -                    |                      |                      |
| 2017-2018  | Rungsted Ishockey         | Metal Ligaen | 48 | 6                | 12               | 18               | 74               | -                | - | -                    | -                    | -                    |                      |                      |
| Totaux LNH | Totaux LNH                | Totaux LNH   | 22 | 0                | 1                | 1                | 10               | -                | - | -                    | -                    | -                    |                      |                      |

## Transaction en carrière
- Repêchage 2004 : réclamé par les Sharks de San Jose (7e choix de l'équipe, 201e au total).
- 1er juin 2006 : échangé par les Sharks à l'Avalanche du Colorado en retour d'un choix de sixième ronde en 2006.
- 30 juillet 2009 : signe à titre d'agent libre avec les Thrashers d'Atlanta.
- 24 juin 2010 : échangé par les Thrashers avec Brett Sterling et le choix de septième ronde des Thrashers au repêchage de 2010 aux Sharks de San José en retour de compensation future.
- 29 juillet 2010 : signe à titre d'agent libre avec le Lightning de Tampa Bay.